# Azzedine Lagab
Azzedine Lagab (arabisch عز الدين اجاب; * 18. September 1986) ist ein algerischer Radrennfahrer. Er ist seit den 2000er Jahren einer der dominierenden Straßenrennfahrer seines Landes.

## Sportliche Laufbahn
2008 wurde Azzedine Lagab im Einzelzeitfahren erstmals nationaler Meister. Bis einschließlich 2018 errang er zehn Mal den Titel eines algerischen Meisters, im Zeitfahren sowie im Straßenrennen. Darüber hinaus war er bei Radsportwettbewerben in Afrika erfolgreich: Er errang mehrfach Medaillen bei afrikanischen Radsportmeisterschaften, aber auch bei Panarabischen Spielen.
2011 gewann Lagab die Tour d’Algérie sowie zwei Etappen der Tour du Faso, 2013 zwei Etappen der Tour of Rwanda. 2014 entschied er die Tour of Al Zubarah für sich, 2015 die Tour Internationale d’Oranie. 2016 sowie 2017 errang er bei afrikanischen Meisterschaften Silber im Mannschaftszeitfahren. 2018 gewann er Bronze im Mannschaftszeitfahren sowie im Straßenrennen. 2018 gewann er erneut die heimische Algerien-Rundfahrt sowie zwei Etappen der Tour of Rwanda. 2019 konnte er eine Etappe und die Gesamtwertung des Grand Prix Chantal Biya für sich entscheiden, die Tour du Faso 2021 schloss er auf dem vierten Platz ab.

## Sonstiges
Bei den Olympischen Spielen 2020 wurde Lagab als einer von zwei Fahrern während des Einzelzeitfahrens, vom deutschen Trainer Patrick Moster, rassistisch beleidigt. Als Zeichen gegen Rassismus wurde er anschließend vom deutschen Team Bike Aid unter Vertrag genommen, um bei der Deutschland Tour 2021 an den Start zu gehen. Bei einem privaten Treffen vor der Rundfahrt sprachen sich Lagab und Moster aus. Lagab habe Moster daraufhin, nach eigenen Worten, verziehen.

## Erfolge
| 2008 - Grand Prix de la Ville de Tunis - Grand Prix de la Banque de l’Habitât - Algerischer Meister – Einzelzeitfahren 2009 - Algerischer Meister – Straßenrennen 2010 - Afrikameisterschaft – Einzelzeitfahren - Algerischer Meister – Straßenrennen 2011 - Challenge du Prince – Trophée Princier - Algerischer Meister – Einzelzeitfahren - Gesamtwertung und eine Etappe Tour d’Algérie - Circuit d’Alger - Afrikaspiele – Einzelzeitfahren - zwei Etappen Tour du Faso - Panarabische Spiele – Einzelzeitfahren, Mannschaftszeitfahren - Panarabische Spiele – Straßenrennen 2012 - eine Etappe Tour d’Algérie - eine Etappe Kwita Izina Cycling Tour - Algerischer Meister – Einzelzeitfahren, Straßenrennen 2013 - zwei Etappen Tour du Rwanda 2014 - eine Etappe Tour International de Blida - eine Etappe Tour International de Constantine - Circuit d’Alger - Algerischer Meister – Einzelzeitfahren - Gesamtwertung und eine Etappe Tour of Al Zubarah | 2015 - Gesamtwertung Tour Internationale d’Oranie - eine Etappe Tour Internationale d’Annaba 2016 - Afrikameisterschaft – Mannschaftszeitfahren - eine Etappe Senegal-Rundfahrt - Algerischer Meister – Einzelzeitfahren - eine Etappe Tour du Faso 2017 - Afrikameisterschaft – Mannschaftszeitfahren - Algerischer Meister – Einzelzeitfahren 2018 - Afrikameisterschaft – Mannschaftszeitfahren, Straßenrennen - Gesamtwertung Tour d’Algérie - Algerischer Meister – Einzelzeitfahren - zwei Etappen Tour du Rwanda 2019 - Afrikameisterschaft – Straßenrennen - Gesamtwertung und eine Etappe Grand Prix Chantal Biya 2021 - Afrikameisterschaft – Mannschaftszeitfahren - Algerischer Meister – Einzelzeitfahren, Straßenrennen - Grand Prix Velo Erciyes 2022 - Bergwertung Grand Prix Chantal Biya - Algerischer Meister – Einzelzeitfahren 2023 - Afrikameister – Mannschaftszeitfahren 2024 - Algerischer Meister – Straßenrennen, Einzelzeitfahren 2025 - Algerischer Meister – Einzelzeitfahren |